# Stenodyneroides occidentalis
Stenodyneroides occidentalis är en stekelart som beskrevs av Giordani Soika 1989. Stenodyneroides occidentalis ingår i släktet Stenodyneroides och familjen Eumenidae. Inga underarter finns listade i Catalogue of Life.